# 袴田めら
袴田 めら（はかまだ めら、9月6日 - ）は、日本の漫画家。女性。新潟県出身、東京都杉並区在住。

## 人物
1999年、エニックス（現・スクウェア・エニックス）の雑誌『月刊少年ガンガン』にて、「俺が世界の真ん中大作戦」でデビュー。ペンネームはドラゴンクエストシリーズの呪文「メラ」から、そのため自画像が炎となっている。
可憐な少女同士の恋愛（百合）を得意としている。
「逆ギレ刑事」というサークル名で同人活動も行っている。また、森永みるくとの合同サークル「ミャオギレ刑事」でも活躍。
2010年に宮崎県で起こった口蹄疫被害への義援活動として、藤枝雅らと共にチャリティー同人誌の製作を企画、『We Love MowMow』のタイトルで同年8月に開催されたコミックマーケット78などで販売された。
趣味は食べ歩き、麻雀、ゲーム全般。好きな食べ物は白菜、チョコレート、紅茶、お肉全般、お寿司。

## 作品リスト

### 単行本・連載
- フェアリーアイドルかのん（『プレコミックブンブン』2004年1月号 - 2006年12月号、ポプラ社、全4巻）
- 最後の制服（『まんがタイムきららキャラット』芳文社2004年4月号 - 2006年11月号、『まんがタイムきららMAX』創刊号 - 2005年10月号、芳文社、全3巻）
- 夜空の王子と朝焼けの姫（一迅社、全1巻）
- 暁色の潜伏魔女（『コミックハイ!』第17号 - 第37号、双葉社、全3巻）
- わたしの大切なともだち（双葉社、全3巻）
- この願いが叶うなら（一迅社、全1巻）
- 会長と副会長（『コミック百合姫S』vol.3 - vol.8、vol.10 - vol.13、一迅社、全1巻）
- それが君になる（一迅社、全1巻）
- 新装版 最後の制服（芳文社、上下巻）
- 彼女の世界（『COMICリュウ』2011年4月号、同誌2011年7月号、『けもも』1号、『COMICリュウWEB』、徳間書店、全1巻）
- さろめりっく（『ピュア百合アンソロジー ひらり、』Vol.3 - vol.7、新書館、全1巻）
- エデンの東戸塚（芳文社、全2巻）
- 僕は僕より友達が多い僕の彼女が心配!（『グランドジャンプPREMIUM』19号 - 24号、『GRAND JUMP WEB』2014年5月14日 - 6月11日、集英社、全1巻）
- 理由(わけ)もなく悲しくなるの（『ピュア百合アンソロジー ひらり、』新書館、全1巻）
- おたく漫画家がみんなとご飯食べるよ!（芳文社、全1巻）
- ふわふわ・ふたしか・夢みたい（『ガレット』創刊号 - No.8、ガレットワークス、全1巻）
- 世界が終わるそのまえに（『ガレット』No.10 - No.14、ガレットワークス）
- 相方システム（『Lilie comics』2018年11月23日[7] - 2020年11月27日→『ガレット』No.20 - 連載中、道玄坂書房→ガレットワークス、既刊2巻）
  - 『Lilie comics』にて連載が行われていたが、レーベルの休止により配信が停止[8]。『ガレット』に移籍となった[9]。
- ゆるふわと情熱のあいだ（『主任がゆく!スペシャル』Vol.144 - 146[注 1] Vol.149 - 166[13][14] 、ぶんか社、全1巻）
- 魔法を捨てたい女の子（共著：新島あん、『COMIC OGYAAA!!』[15] 2022年5月20日 - 連載中、ホーム社、既刊1巻）

### 読み切り
- 俺が世界の真ん中大作戦（『月刊少年ガンガン』1999年12月号、エニックス）
- 明日からは夢を見る（『ステンシル』2000年春号、エニックス）
- 僕のいもうと（『増刊ガンガンパワード』2003年春季号、エニックス）
- 名もなき国の恋の歌（『コミック百合姫』vol.2 2005 AUTUMN、一迅社）
- 仮想の王国（『ヤングアニマルあいらんど』no.4、白泉社、2005年）
- 漂流姉弟（『ヤングアニマルあいらんど』no.5別冊付録「4コマあいらんど」、白泉社、2006年）
- 射手と蝎の境界線（『コミック百合姫』vol.6 2006 AUTUMN、一迅社）
- 悪魔の甘い罠（『小百合姫』、一迅社、2006年）
- キリンの首はなぜ長い（『コミック百合姫』vol.7 2007 WINTER、一迅社） - 単行本収録の際に「キリンの首は長すぎる」と改名。
- 友達100人できません（『まんがライフMOMO』2007年5月号、竹書房）
- 放物線を描く花（『コミック百合姫』vol.8 2007 SPRING、一迅社）
- 彼女の猫は夢の番人（『百合姫Selection 2007 SPRING』、一迅社）
- 愛しのメイド様（『コミック百合姫S』vol.1 2007 SUMMER、一迅社）
- 黒づくめの女の子（『コミック百合姫』vol.9 2007 SUMMER、一迅社）
- 黒い瞳の魔女（『コミック百合姫S』vol.2 2007 AUTUMN、一迅社）
- 雨と初恋（『コミック百合姫』vol.10 2007 AUTUMN、一迅社）
- ラブレター（『コミック百合姫』vol.11 2008 WINTER、一迅社）
- うつくしいもの（『コミック百合姫』vol.11 2008 SPRING、一迅社）

### アンソロジー
- 長い遠まわりの道（『es〜エターナル・シスターズ〜 花咲く乙女のアンソロジー』vol.2、一迅社、2005年）
- どしゃぶりスケッチ（『ひだまりスケッチアンソロジーコミック(1)』、芳文社、2007年）
- ずーっと一緒。（『初音ミクアンソロジーコミック 1』、ジャイブ、2008年）
- Illust Column2（『女の子のナイショの話』、光文社、2011年）
- 最後の制服 とくべつへん（『つぼみ』vol.10、芳文社、2011年）
- 苺とチョコレート（『Baby,please kill me. 「キルミーベイベー」ファンブック＆アンソロジーコミック』、芳文社、2012年）
- 花と稲妻（『ピュア百合アンソロジー ひらり、』vol.8、新書館、2012年）
- ストロベリーショートケーキの感染（『ピュア百合アンソロジー ひらり、』vol.9、新書館、2012年）
- 真っ赤なブーゲンビリア（『ピュア百合アンソロジー ひらり、』vol.10、新書館、2013年）
- 光の庭（『ピュア百合アンソロジー ひらり、』vol.11、新書館、2013年）
- 彼女の隣（『ピュア百合アンソロジー ひらり、』vol.13、新書館、2014年）
- ソーダ水のキス（『ピュア百合アンソロジー ひらり、』vol.14、新書館、2014年）